# Christian Mignon
Christian Mignon, né le 9 janvier 1958 à Tours (Indre-et-Loire), est un footballeur français reconverti entraîneur.

## Biographie
Christian Mignon commence le football à l’Étoile sportive de Gizeux avant de rejoindre le SCO Angers.
Christian Mignon commence en seniors à l'âge de quatorze-quinze ans avec l'équipe réserve du SCO Angers. En 1975, il rejoint le FC Tours en Division 2. Il joue quatre saisons en D2 avant d'intégrer la réserve du FCT jusqu'en 1984 où il prend sa retraite à 26 ans.
En 1994, Mignon devient entraîneur du Tours FC qui vient alors d'être relégué administrativement en National 2. Il ne reste qu'une saison à ce poste, le TCF terminant quatorzième sur dix-huit.

## Statistiques
Ce tableau présente les statistiques de Christian Mignon,.
| Saison                | Club                  | Championnat           | Championnat | Championnat | Coupe(s) nationale(s) | Coupe(s) nationale(s) | Total | Total |
| Saison                | Club                  | Division              | M.          | B.          | M.                    | B.                    | M.    | B.    |
| 1973-1974             | SCO Angers B          | D3                    | 1           | 0           | -                     | -                     | 1     | 0     |
| 1974-1975             | SCO Angers B          | D3                    | 22          | 1           | -                     | -                     | 22    | 1     |
| Sous-total            | Sous-total            | Sous-total            | 23          | 1           | 0                     | 0                     | 23    | 1     |
| 1975-1976             | FC Tours              | D2                    | 7           | 0           | -                     | -                     | 7     | 0     |
| 1976-1977             | FC Tours              | D2                    | 13          | 0           | -                     | -                     | 13    | 0     |
| 1977-1978             | FC Tours              | D2                    | 27          | 1           | 4                     | 0                     | 31    | 1     |
| 1978-1979             | FC Tours              | D2                    | 14          | 0           | -                     | -                     | 14    | 0     |
| Sous-total            | Sous-total            | Sous-total            | 61          | 1           | 4                     | 0                     | 65    | 1     |
| 1979-1980             | FC Tours B            | D3                    | 25          | 0           | -                     | -                     | 25    | 0     |
| 1980-1981             | FC Tours B            | D3                    | 28          | 0           | -                     | -                     | 28    | 0     |
| 1981-1982             | FC Tours B            | D3                    | 25          | 0           | -                     | -                     | 25    | 0     |
| 1982-1983             | FC Tours B            | D3                    | 27          | 0           | -                     | -                     | 27    | 0     |
| 1983-1984             | FC Tours B            | D3                    | 21          | 1           | -                     | -                     | 21    | 1     |
| Sous-total            | Sous-total            | Sous-total            | 126         | 1           | 0                     | 0                     | 126   | 1     |
| Total sur la carrière | Total sur la carrière | Total sur la carrière | 210         | 3           | 4                     | 0                     | 214   | 3     |